# Josef Hromádka (Theologe, 1936)

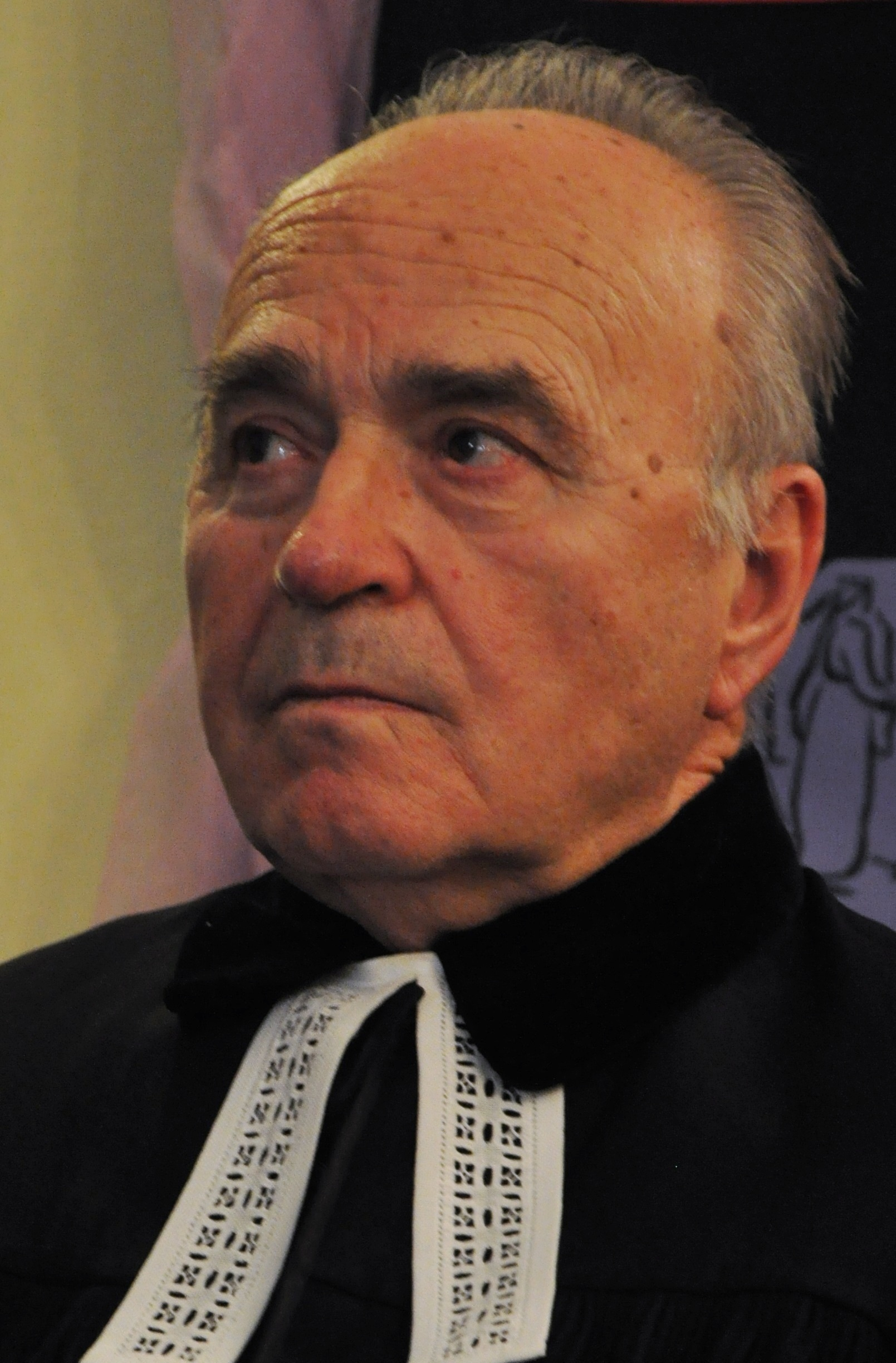
Josef Hromádka 2013

Josef Hromádka (* 25. September 1936 in Hodslavice) ist ein tschechischer evangelischer Geistlicher. Er war Synodensenior der Evangelischen Kirche der Böhmischen Brüder sowie stellvertretender Ministerpräsident der Tschechoslowakei.
Josef Hromádka war Pfarrer der Evangelischen Kirche der Böhmischen Brüder. In den Jahren von 1987 bis 1990 war er der Synodensenior dieser Kirche, also ihr höchster Repräsentant. 1988 bis 1989 war er stellvertretender Ministerpräsident in der Regierung Ladislav Adamec und von 1989 bis 1990 ebenfalls stellvertretender Ministerpräsident in der Regierung Marián Čalfa I, dort mit einem besonderen Augenmerk auf die Belange der Kultur, Bildung, des Gesundheitswesens und der gesellschaftlichen Organisationen und der Kirchen.
Als Pfarrer wirkte Hromádka von 1962 bis 1979 in Šternberk, von 1979 bis 1987 in Olmütz und von 1991 bis 2006 in Frýdek-Místek. Hromádka war außerdem Senior im Mährisch-schlesischen Seniorat (1978–1981) und stellvertretender Synodensenior (1981–1987).
In den 1980er Jahren unternahm Hromádka mehrere Reisen in die USA, wo er an den Universitäten New York, Princeton, Chicago, Evanston und Pittsburgh Vorträge hielt.
Heute ist Josef Hromádka Rentner.